# VO2 max
VO2 max (tudi maksimalna aerobna kapaciteta) je največja količino kisika, ki jo lahko organizem porabi v eni minuti. Ta volumen izražamo kot razmerje med litri na minuto (L/min) ali mililitri na kilogram telesne teže na minuto (ml/kg/min). Ker je poraba kisika linearno povezana s potrošnjo energije, pri merjenju porabe kisika posredno merimo tudi posameznikovo maksimalno aerobno zmogljivost. Sposobnost pljuč za oskrbo krvi s kisikom (oksigenacijo) lahko izmerimo s testom, imenovanim VO2 max. Testi za neposredno določanje sposobnosti pljuč za oskrbo krvi s kisikom se lahko izvajajo na kateri koli napravi za testiranje obremenitve - ergometru, na primer kolesu ali tekalni preprogi.